# Wolfgang Schüssel
Wolfgang Schüssel, avstrijski politik, * 7. junij 1945, Dunaj.
Schüssel, član Ljudske stranke, je med februarjem 2000 in januarjem 2007 dva zaporedna mandata služil kot kancler Avstrije.